# 숀 말로니
숀 말로니(Shaun Maloney, 1983년 1월 24일 ~ )는 스코틀랜드의 전 축구 선수이며, 포지션은 공격형 미드필더, 윙어이다. 셀틱, 애스턴 빌라, 위건 애슬레틱, 시카고 파이어, 헐 시티에서 활약 했다.